# Anseropoda tenuis
Anseropoda tenuis är en sjöstjärneart som först beskrevs av Shoji Goto 1914.  Anseropoda tenuis ingår i släktet Anseropoda och familjen Asterinidae. Inga underarter finns listade i Catalogue of Life.